# Leptacis erythropus
Leptacis erythropus är en stekelart som beskrevs av William Harris Ashmead 1894. Leptacis erythropus ingår i släktet Leptacis och familjen gallmyggesteklar. Inga underarter finns listade i Catalogue of Life.